# Otto Wippermann
Otto Hermann Ludwig Wippermann (* 14. April 1861 in Stadthagen, Fürstentum Schaumburg-Lippe; † 1. Juni 1918 in Berlin-Dahlem) war ein deutscher Verwaltungsjurist. Von 1893 bis 1894 war er Beigeordneter der Stadt Solingen, von 1894 bis 1903 amtierte er als Bürgermeister und ab 1903 als Oberbürgermeister der Stadt Oberhausen.

## Leben
Wippermann besuchte bis 1871 das Gymnasium Adolfinum in Bückeburg. Anschließend studierte er bis 1874 an den Universitäten in Marburg, Berlin und Heidelberg Rechtswissenschaften mit einem Schwerpunkt auf dem Staatsrecht. Am 26. Juli 1884 legte er die erste juristische Staatsprüfung ab. Am 14. August des gleichen Jahres erfolgte seine Vereidigung als Gerichtsreferendar am Landgericht Marburg. Nach der Ernennung zum Regierungsreferendar am 28. Oktober 1887 begann er am 1. November seine Ausbildung bei der Königlichen Regierung zu Trier mit weiteren Stationen im Landratsamt Saarbrücken, in der Stadtverwaltung Trier und bei der Königlichen Regierung zu Hildesheim. Nachdem er die große Staatsprüfung am 8. November 1890 abgelegt hatte, erhielt er am 23. November 1890 die Ernennung zum Regierungsassessor. Anschließend wurde er beurlaubt, um bei dem Eisen- und Stahlwerk Union in Dortmund zu arbeiten. Am 1. Juli 1891 trat er in den Dienst der Königlichen Regierung zu Aachen ein. Von dort wurde er ab dem 1. Oktober 1892 zur Arbeit als Justiziar in dem Unternehmen Basse & Selve in Altena beurlaubt. Am 24. Juli 1893 wurde Wippermann Beigeordneter der Stadt Solingen. Am 15. August 1894 wählte ihn die Stadtverordneten-Versammlung der Stadt Oberhausen zu ihrem Bürgermeister. Die Amtseinführung folgte am 24. Oktober 1894. Der Titel Oberbürgermeister wurde ihm am 6. September 1903 verliehen, nachdem Oberhausen am 1. April 1901 zu einer kreisfreien Stadt erhoben und aus dem Landkreis Mülheim an der Ruhr ausgeschieden war. Aus Gesundheitsgründen wurde Wippermann zum 1. Mai 1906 in den Ruhestand versetzt. Im gleichen Jahr erhielt er den Roten Adlerorden vierter Klasse.
1893 heiratete Wippermann Maria Soldan, die Tochter des Domänenpächters Eduard Soldan aus Großseelheim bei Marburg und dessen Ehefrau Sophie Wilhelmine Ottilie, geborene Kranz.
Als Nachfolger von Friedrich Haumann in der Funktion des Bürgermeisters von Oberhausen gilt Wippermann als Hauptverwaltungsbeamter, der den Industriellen in seiner Stadt, etwa Gottfried Ziegler von der Gutehoffnungshütte, auf gleicher Augenhöhe begegnen konnte. Zu den Leistungen, die in seiner Amtszeit vollbracht wurden, zählen der Bau technischer Infrastrukturen (etwa der Bau der ersten Straßenbahn in kommunaler Trägerschaft im Deutschen Reich), die Ansiedlung von Unternehmen (etwa Babcock Borsig) und staatlicher Behörden sowie ein repräsentativer Städtebau als Voraussetzung einer später großstädtischen Entwicklung. Eine neue Finanzquelle erschloss Wippermann für die urbanistischen Projekte seiner Verwaltung, indem es ihm 1894 gelang, die Stadtverordneten auf der Grundlage der Miquelschen Steuerreform von der Einführung einer Grunderwerbssteuer zu überzeugen.